# چاپلکو
چاپلکو (به اسپانیایی: Chapelco) یک کوه در آرژانتین است که در استان نئوکن واقع شده‌است.